# Ali Karimi (futbolista nacido en 1994)
Ali Karimi (en persa: علی نوذر کریمی‎; Isfahán, Isfahán, 11 de febrero de 1994) es un futbolista iraní que juega en la demarcación de centrocampista para el Kayserispor de la Superliga de Turquía.

## Selección nacional
Tras jugar 18 partidos con la selección de fútbol sub-23 de Irán, finalmente el 10 de noviembre de 2016 hizo su debut con la selección absoluta en un encuentro contra Papúa Nueva Guinea que finalizó con un resultado de 1-8 a favor del combinado iraní tras los goles de Nigel Dabinyaba por parte de Papúa Nueva Guinea, y de Ashkan Dejagah, Mehdi Taremi, Pejman Montazeri, Ramin Rezaeian, y los dobletes de Karim Ansarifard y Reza Ghoochannejhad para el conjunto iraní. Además llegó a disputar tres partidos de la clasificación para la Copa Mundial de Fútbol de 2018.

### Participaciones en Copas del Mundo
| Copa              | Sede  | Resultado      | Partidos | Goles |
| ----------------- | ----- | -------------- | -------- | ----- |
| Copa Mundial 2022 | Catar | Fase de grupos | 3        | 0     |

## Clubes
| Club                      | País    | Año       | Partidos | Goles |
| ------------------------- | ------- | --------- | -------- | ----- |
| Sepahan F. C.             | Irán    | 2012-2016 | 76       | 5     |
| G. N. K. Dinamo Zagreb II | Croacia | 2016      | 9        | 0     |
| G. N. K. Dinamo Zagreb    | Croacia | 2016-2017 | 1        | 0     |
| N. K. Lokomotiva (cedido) | Croacia | 2017      | 8        | 1     |
| Sepahan F. C.             | Irán    | 2017-2018 | 19       | 1     |
| Esteghlal Tehran F. C.    | Irán    | 2018-2020 | 65       | 10    |
| Qatar S. C.               | Catar   | 2020-2021 | 7        | 0     |
| Al-Duhail S. C. (cedido)  | Catar   | 2021      | 22       | 1     |
| Kayserispor               | Turquía | 2021-     | 81       | 6     |